# Elliptio macmichaeli
Elliptio macmichaeli är en musselart som beskrevs av Clench och Turner 1956. Elliptio macmichaeli ingår i släktet Elliptio och familjen målarmusslor. Inga underarter finns listade i Catalogue of Life.